# جوناتان فيريرا ريس
جوناتان فيريرا ريس (30 يونيو 1989 في البرازيل - ) هو لاعب كرة قدم برازيلي في مركز الهجوم.

## وصلات خارجية
- جوناتان فيريرا ريس على موقع دوري كوريا الجنوبية (الإنجليزية)
- جوناتان فيريرا ريس على موقع قاعدة بيانات كرة القدم.إي يو (الإنجليزية)
- جوناتان فيريرا ريس على موقع Soccerway.com (الإنجليزية)